# Hyalinoecia artifex
Hyalinoecia artifex är en ringmaskart som beskrevs av Addison Emery Verrill 1880. Hyalinoecia artifex ingår i släktet Hyalinoecia och familjen Onuphidae. Inga underarter finns listade i Catalogue of Life.